# 苏埃利
苏埃利（義大利語：Suelli），是意大利撒丁大区南撒丁省的一个市镇。总面积19.24平方公里，人口1157人，人口密度60.1人/平方公里（2009年）。ISTAT代码为092083。